# Томашовице (Малопольское воеводство)

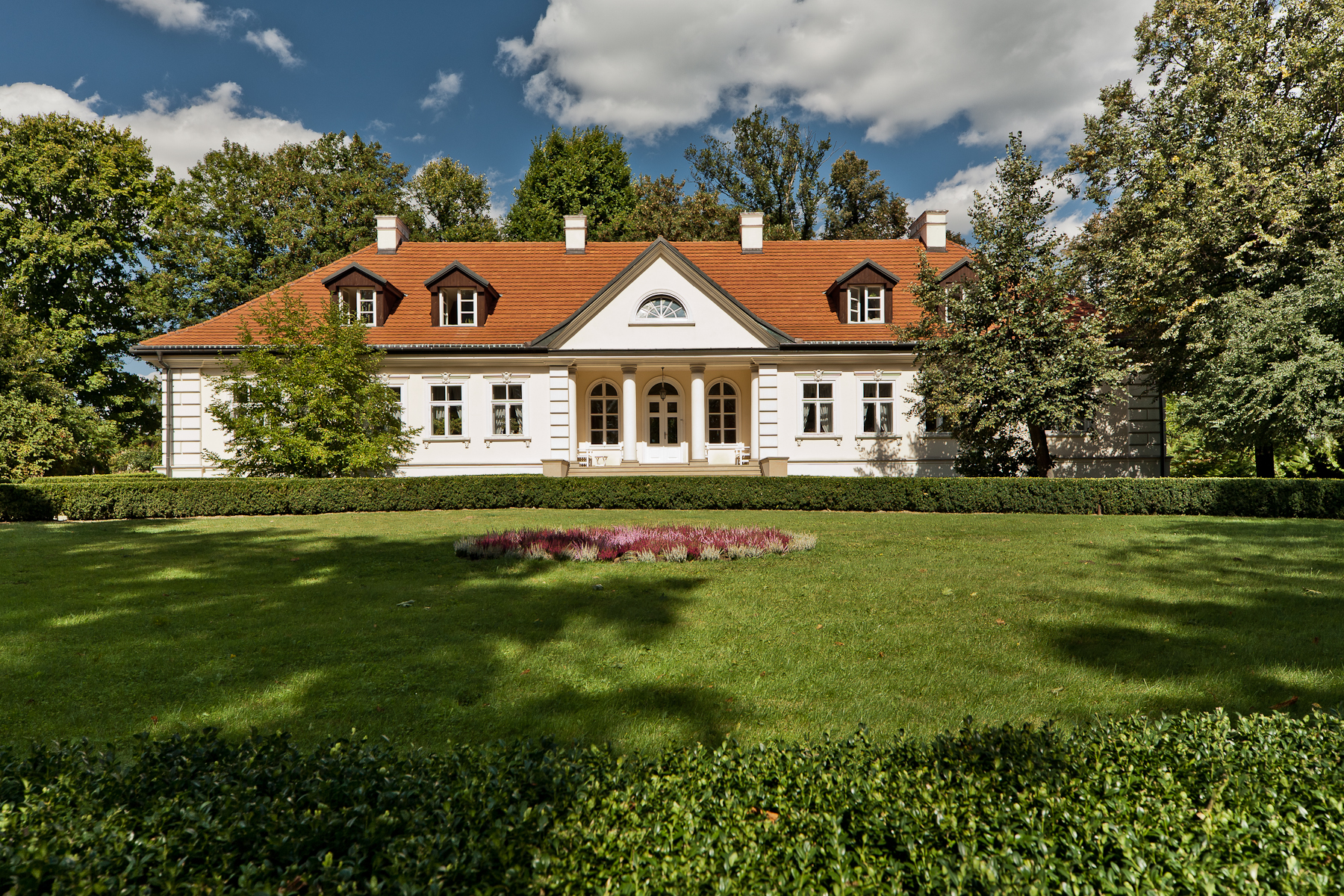
Усадьба в Томашовице

Томашови́це (пол. Tomaszowice) — село в Польше в сельской гмине Велька-Весь Краковского повета Малопольского воеводства.

## География
Село располагается в 3 км от административного центра гмины села Велька-Весь и в 11 км от административного центра воеводства города Краков.

## История
Село возникло в первой половине XIII века. С 1444 года владельцами села были представители шляхетских родов Миноские, Кухарские и Трояновские. Со второй половины XVIII века собственником села стали представители вольбромского старосты Дембинского. В 1830 году село приобрёл Тпдеуш Конопка для своего сына Романа, после чего построил в Томашовице усадьбу, которая сохранилась до нашего времени. После Второй мировой войны усадьба была национализирована.
В 1975—1998 годах село входило в состав Краковского воеводства.

## Население
По состоянию на 2013 год в селе проживало 738 человек.
| 2000 | 2001 | 2002 | 2003 | 2004 | 2005 | 2006 | 2007 | 2008 | 2009 | 2010 | 2011 | 2012 | 2013 |
| ---- | ---- | ---- | ---- | ---- | ---- | ---- | ---- | ---- | ---- | ---- | ---- | ---- | ---- |
| 573  | 580  | 593  | 613  | 629  | 628  | 642  | 661  | 673  | 693  | 717  | 743  | 769  | 738  |

| Перепись  | Всего   | Всего | Женщины | Женщины | Мужчины | Мужчины |
| --------- | ------- | ----- | ------- | ------- | ------- | ------- |
| Единицы   | человек | %     | человек | %       | человек | %       |
| Население | 738     | 100   | 381     | 51,6    | 588     | 48,4    |

## Достопримечательности
- Усадьба в Томашовице, построенная в XIX веке. Памятник культуры Малопольского воеводства[6].